# Ministerstwo Ogólnego Przemysłu Maszynowego ZSRR
Ministerstwo Ogólnego Przemysłu Maszynowego ZSRR (ros. Министерство общего машиностроения СССР) – jeden z urzędów centralnych w Związku Radzieckim, powołany w wyniku postanowienia KC KPZR i Rady Ministrów ZSRR nr. 126-47 z 2 marca 1965, który nadzorował całość zagadnień związanych z eksploracją przestrzeni kosmicznej w ZSRR.
Na początku resort składał się z 55 jednostek organizacyjnych – przedsiębiorstw, biur projektów i placówek naukowo-badawczych, w 1966 było ich 134, w 1991 – 160.
17 września 1991 ministerstwo uległo likwidacji, przekazując swoje obowiązki nowo powstałej Federalnej Agencji Kosmicznej Roskosmos (Федеральное космическое агентство – Роскосмос).

## Podział organizacyjny resortu
W początkowym okresie wiodącymi w strukturze ministerstwa były następujące główne zarządy:
- 1 Główny Zarząd Rakiet i Kompleksów Strategicznych (1 ГУ по стратегическим ракетам и комплексам),
- 2 Główny Zarząd Silników Rakietowych i Systemów Napędowych (2 ГУ по ракетным двигателям и двигательным установкам),
- 3 Główny Zarząd Statków Kosmicznych i Rakiet Nośnych (3 ГУ по космическим аппаратам и ракет-носителям для них),
- 4 Główny Zarząd Kompleksów Startowych Rakiet Balistycznych i Kosmicznych (4 ГУ по стартовым комплексам для баллистических и космических ракет),
- 5 Główny Zarząd Pokładowych i Naziemnych Systemów Sterowania i Telemetrii (5 ГУ по бортовой и наземной аппаратуре систем управления и телеметрии),
- 6 Główny Zarząd Instrumentów Żyroskopowych (6 ГУ по гироскопическим приборам).

Pozostałe zarządy funkcjonalne:
- Główny Zarząd Techniczny (Главное техническое управление),
- Główny Zarząd Planowania Produkcji (Главное планово-производственное управление),
- Główny Zarząd Zabezpieczenia Materiałowo-Technicznego (Главное управление материально-технического обеспечения),
- Główny Zarząd Koordynacji (Главное управление по комплектации),
- Główny Zarząd Projektów i Budownictwa Kubaturowego (Главное управление проектирования и капитального строительства),
- Główny Zarząd Jakości Produktów i Systemów (Главное управление по качеству изделий и систем),
- Rada Naukowo-Techniczna Ministerstwa (Научно-технический совет министерства).

Następnie podział ten ulegał ewaluacji.

## Miasta zamknięte
Resort zarządzał 1 miastem zamkniętym, w którym ulokowano Centrum Treningowe:
- Gwiezdne Miasteczko, obwód moskiewski (Звёздный городок, Московская область)

Szereg innych miast zamkniętych z których korzystał, pozostawało w gestii Wojsk Kosmicznych:
- Krasnoznamiensk, obwód moskiewski (Краснознаменск, Московская область)
- Mirnyj, obwód archangielski (Мирный, Архангельская область) > Kosmodrom Plesieck (космодром Плесецк)
- Sołnieczny, obwód twerski (Солнечный, Тверская область)

## Ministrowie
- 1965–1983 – Siergiej Afanazjew
- 1983–1988 – Oleg Bakłanow
- 1988–1989 – Wasilij Dogużjew
- 1989–1991 – Oleg Sziszkin

## Siedziba
Siedziba resortu mieściła się w Moskwie na pl. Miuskim (Миусская пл.) 3. W czasach ZSRR książka telefoniczna nie podawała adresu ministerstwa.